# Tino Mamić
Tino Mamić, slovenski zgodovinar, profesor, novinar, književnik in publicist * 28. maj 1972, Šempeter pri Gorici, SFRJ.
Zapriseženi sodni izvedenec za področje rodoslovja. Izdeluje tudi družinska drevesa. Z ženo Mojco Strmšek Mamić in petimi otroki živi na Manžanu pri Kopru. Je stalni komentator oddaje Faktor na TV3 Slovenija.
Kot profesor zgodovine je član zgodovinske komisije koprske škofije za beatifikacijo Filipa Terčelja, Slovenskega rodoslovnega društva (SRD), Association of Professional Genealogists (APG), Sveta zavoda Pokrajinskega arhiva Koper. Kot novinar je član Tiskovnega društva Ognjišče (TDO), Združenja novinarjev in publicistov (ZNP), Društva katoliških časnikarjev in Hrvatskih novinara i publicista (HNIP). Ustanovil je tudi rodoslovni časopis in portal »Slovenski rod«. Ureja tudi brezplačnik Vipavska, ki izhaja v nakladi 10.000 izvodov, in portal Vipavska.eu.
Od leta 2021 do maja 2024 je bil odgovorni urednik novega tiskanega tednika Domovina, ki ga izdaja Zavod Iskreni. S funkcije je odstopil 23. maja 2024, zaradi nestrinjanj z direktorjem medija.

## Življenje
Rojen je bil v družini Stomažanke Neže Bratina in Dalmatinca Ivana Mamića, politika. Odraščal je v Šturjah pri Ajdovščini. Obiskoval je klasično gimnazijo v Vipavi, kjer je leta 1991 maturiral kot prva generacija maturantov Škofijske gimnazije, ki jim je država priznala spričevalo. V Zavodu za invalidne otroke v Vipavi je leta 1996 opravil tudi civilno služenje vojaškega roka. Na ljubljanski univerzi je diplomiral 1998. in postal profesor zgodovine in diplomirani novinar. Njegova prva redna služba je bila v Kopru, kjer je bil urednik na reviji Ognjišče, odgovorni urednik mladinskega lista Sončna pesem in odgovorni urednik koprskega studia Radia Ognjišče. Za založbo Ognjišče je uredil več zgodovinskih knjig. Leta 2002 ga je Urad za uradne objave EU povabil v Luksemburg, kjer je kot uslužbenec Evropske komisije opravljal delo korektorja za slovenščino na oddelku za sekundarno zakonodajo, poleti 2004 pa je dobil službo v Bruslju, kjer je delal kot novinar na generalnem direktoratu za pravosodje. Leta 2005 je prevzel novinarsko in redaktorsko delo pri Primorskih novicah. Pokrival je področja zunanje in notranje politike ter kulture. Leta 2006 je postal odgovorni urednik tega takrat četrtega slovenskega dnevnika in mu povečal naklado. Po sedmih letih dela na Primorskih novicah se je odločil za samostojno pot. Kot samostojni novinar dopisuje v različne medije. Ustanovil je prvo agencijo za rodoslovje v državi in bil član upravnega odbora Slovenskega rodoslovnega društva. Leta 2006 je postal zapriseženi sodni izvedenec za področje rodoslovja.
Leta 2012 je bil nagrajen s častnim priznanjem Boruta Meška za medijsko osveščanje slovenske družbe. Je eden od ustanoviteljev in aktualni predsednik Združenja novinarjev in publicistov (2013). Bil je član programskega sveta RTVS, član Sveta Muzeja novejše zgodovine v Ljubljani in poslanec študentskega parlamenta ŠOU v Ljubljani. 

## Izbor del
- Skrilje in Stomaž : zgodovinsko-turistični vodnik (2017) (COBISS)
- Dalmatino (2017) (COBISS)
- Protestantino: kolumne izpod Čavna, 2014 (monografija) (COBISS)
- Magajnov socialni čut je nadčasoven: osmi simpozij o pisatelju Bogomirju Magajni, 2012 (COBISS)
- Anton Laščak beg – življenjepis kraljevega arhitekta, 2008 [27]
- Zgodovinske, socialne in politične razmere v slovenski Istri 1913–1945, 2002 [28]
- Razmah genealogije na Slovenskem, 2001 (COBISS) [29]
- Krščanstvo – 2000 let, slovenska dopolnila v zgodovinskem atlasu, 1999 (COBISS)
- Priimki njihov izvor in pomen: 1, Primorska 2020 ISBN 9788896632857 (COBISS)